# Могой (Бурятія)
Могой (рос. Могой) — село Хоринського району, Бурятії Росії. Входить до складу Сільського поселення Верхньокурбінське.
Населення — 26 осіб (2015 рік).